# Liste de personnalités du domaine de l'animation
Voici une liste de producteurs, réalisateurs et animateurs célèbres du cinéma d'animation.
- Haut – A
- B
- C
- D
- E
- F
- G
- H
- I
- J
- K
- L
- M
- N
- O
- P
- Q
- R
- S
- T
- U
- V
- W
- X
- Y
- Z

## A
- Alexandre Alexeïeff - Enzo D'Alò - Eunice Alvarado-Ellis - Lev Atamanov - Tex Avery - Hideaki Anno - Gil Alkabetz - Pierre Ayma - Stéphane Aubier

## B
- Éva Balla-Falus - James Stuart Blackton - Frédéric Back - Ralph Bakshi - Joseph Barbera - Garri Bardine - Albert Barillé - Lucienne Berthon - Claude Berthier - Brad Bird - Mel Blanc - Milan Blažeković - Don Bluth - Konstantin Bronzit - Matthias Bruhn - Tim Burton - Jiří Barta - Jiří Brdečka - Berthold Bartosch - Mark Baker - Robert Breer - Rachel Bevan-Baker - Dominique Boischot - René Borg - Bruno Bozzetto - Omer Boucquey - Saul Bass - Charley Bowers - Adolf Born - Stephen Bosustow (en) - Bibo Bergeron - Charlie Bowers - Yves Brangol-Bailly Gérard

## C
- Špela Čadež - Guillaume Casset - Roberto Catani - Jean Chalopin - Thibaut Chatel -  Sylvain Chomet - Nina Chorina - Peter Chung - Jacques Colombat - Émile Courtet(Cohl) - Gordon Coulthart - Robert Collard - Richard Condie - Olivier Cotte - Brian Cosgrove - Gabor Csupo - John Canemaker - Bob Cannon

## D
- Chris Delaporte - Arnaud Demuynck - Bernard Deyriès - Walt Disney - Paul Driessen - Antoni D'Ocon - Michaël Dudok De Wit - Paul Dopff - George Dunning - Alison De Vere - Geoff Dunbar - Gili Dolev - Nedeljko Dragic (de)

## E
- Serge Elissalde - Sandra Ensby - Adam Benjamin Elliot

## F
- Hans Fischer (Fischerkösen) - Dave et Max Fleischer - Friz Freleng - Oskar Fischinger - Jean-Loup Felicioli - Benoît Feroumont - Fabrice Fouquet - Amanda Forbis (de) - Peter Földes

## G
- Galup Bénédicte - Michel Gauthier - Giulio Gianini - Terry Gilliam - Jacques-Rémy Girerd - Paul Grimault - Matt Groening - René Goscinny - Anthony Gross (en) - Bob Godfrey (en) - Daniel Greaves (de) - Richard Goleszowski (en) - George Griffin

## H
- Mark Hall - William Hanna - Ray Harryhausen - Isabel Herguera - Edward Hoppin - John Halas - Jonathan Hodgson - Philip Hunt - John Hubley - Pierre Hébert - Co Hoedeman

## I
- Jean Image - Ub Iwerks - Ivan Ivanov-Vano

## J
- Chuck Jones - Vladimir Jiranek (en)

## K
- Eiji Katayama - Yoshiaki Kawajiri - Kihachirō Kawamoto - Glen Keane - Arlene Klasky - Satoshi Kon - Yôichi Kotabe - Bruce Krebs - John Kricfalusi -Vlado Kristl - Raimund Krumme - Igor Kovaliov - Yoji Kuri (en) - Yoshifumi Kondō - Renzo Kinoshita - Piotr Kamler - Fiodor Khitrouk - Andreï Khrjanovski - Ward Kimball - Kompin Kemgumnird

## L
- Jean-François Laguionie - René Laloux - John Lasseter - Rudy Lavirra - Rick Law - Sung-gang Lee - Guionne Leroy - André Lindon - Peter Lord - Lortac (de son vrai nom Robert Collard) - Alex Lovy - Len Lye - Chris Landreth - Caroline Leaf - Georges Lacroix - Derek Lamb (en)

## M
- Winsor McCay - Norman McLaren - Georges Méliès - Florence Miailhe - Hayao Miyazaki - Kenzo Masaoka - Yasuji Mori - Koji Morimoto - José Luis Moro - Philippe Mounier - Franck Mouris - Otto Messmer - Bill Melendez - Ian Mackinnon - Phil Mulloy - Jimmy T. Murakami

## N
- Édouard Nazarov - Youri Norstein - Marv Newland (en) - Payut Ngaokrachang

## O
- Willis O'Brien - Michel Ocelot - Mamoru Oshii - Katsuhiro Ōtomo - Manuel Otéro - Yasuo Ōtsuka - Hiroyuki Okiura - Noburō Ōfuji

## P
- Jean Painlevé - George Pal - Julien Pappé - Nick Park - Trey Parker - Antoine Payen - Alexandre Petrov - Xavier Picard - Picha - Bill Plympton - Peter Peak - Kayla Parker - Richard Purdum - Barry Purves - Jean-Jacques Prunès - Břetislav Pojar - Bruce Petty (en) - Regina Pessoa - Vincent Patar

## Q
- Stephen & Timothy Quay - Joanna Quinn

## R
- Jean-Yves Raimbaud - Émile Reynaud - Jacques Rouxel - Sarah Roper - Rintarō - Lotte Reiniger - Rosto - Marjut Rimminen - Zbigniew Rybczynski - Joe Ruby

## S
- Marjane Satrapi - Leon Schlesinger - Sander Schwartz - Georges Schwizgebel - Bohjumil Šejda - Henry Selick - Raoul Servais - Ken Spears - Ladislas Starevitch - Baek-yeop Sung - Jan Švankmajer - Alison Swoden - Pat Sullivan - Toshio Suzuki

## T
- Isao Takahata - Jean-Pierre Tardivel -  Iouri Tcherenkov - Osamu Tezuka - Gianluigi Toccafondo - Prakash Topsy - Jiří Trnka - Wendy Tilby (en) - Ron Tunis - Akira Toriyama

## V
- Solweig Von Kleist - Josep Viciana - Sylvain Vincendeau - Will Vinton - Paul Vester - Christian Volckman - Dušan Vukotić - Eric Vanz de Godoy

## W
- Les frères Wan - Te Wei - Béla Weisz - Richard Williams - Lee Whitmore
- Philippe Wallet (décorateur - animateur - réalisateur)

## Y
- Kōji Yamamura - Toe Yuen

## Z
- Pino Zac - Nureddin Zarrinkelk - Karel Zeman